# Catriscus
Catriscus is een monotypisch geslacht van zangvogels uit de familie Locustellidae. 

## Soorten
De enige soort in dit geslacht:
- Catriscus brevirostris  –  Waaierstaartzanger